# Anton Sintsov
Anton Sintsov est un coureur cycliste russe né le 3 février 1985.

## Palmarès sur route

### Par année
- 2002
  - Brescia-Monte Magno
- 2003
  - 2e étape du Trofeo Karlsberg
- 2007
  - Trofeo Gruppo Meccaniche Luciani
  - Grand Prix de la ville de Montegranaro
  - Trofeo Tosco-Umbro
- 2008
  - Gara Ciclistica Milionaria
  - 2e du Giro Ciclistico del Cigno
- 2010
  - 3e de la Gara Ciclistica Montappone

### Classements mondiaux
| Année           | 2006   | 2007 | 2008 | 2009 | 2010 |
| --------------- | ------ | ---- | ---- | ---- | ---- |
| UCI Europe Tour | 1 093e | 677e | 255e |      | 500e |

## Palmarès en VTT

### Jeux olympiques
- Tokyo 2020
  - 11e du cross-country

### Coupe du monde
- Coupe du monde de cross-country
  - 2014 : 54e du classement général
  - 2018 : 34e du classement général
  - 2019 : 23e du classement général
  - 2021 : 40e du classement général

### Championnats de Russie
- Champion de Russie de cross-country : 2014, 2017 et 2019